# Сагосен, Саннер
Са́ннер Са́госен (норв. Sander Sagosen; род. 14 сентября 1995, Тронхейм) — норвежский гандболист, разыгрывающий и левый полусредний датского клуба «Ольборг» и сборной Норвегии. Серебряный призёр чемпионатов мира 2017 и 2019 годов.

## Карьера

### Клубная
Саннер Сагосен родился в Тронхейме. В 2012 году выступал в клубе «Колстад». В 2013 году Сагосен перешёл в клуб «Хаслум» и вместе с клубом выиграл чемпионат Норвегии. В 2014 году перешёл в датский клуб «Ольборг». С сезона 2017/18 выступал за французский клуб «Пари Сен-Жермен». Летом 2020 года перешёл в немецкий «Киль».

### В сборной
Сагосен выступает за сборную Норвегии: провёл 137 матчей и забил 702 мяча. Выступал за юношескую и молодёжную сборные Норвегии.

## Семья
Женат на бывшей гандболистке Ханне Бредал Офтедал, завершившей карьеру в 2019 году из-за травмы.

## Титулы
- Чемпион Норвегии: 2014
- Чемпион Дании: 2017
- Чемпион Франции: 2018, 2019, 2020
- Чемпион Германии: 2021
- Обладатель Кубка Германии: 2022
- Победитель Лиги Чемпионов ЕГФ: 2020
- Лучший молодой игрок мира (по мнению игроков): 2015[6], 2016[7]
- Лучший разыгрывающий чемпионата Европы: 2016[8]
- Серебряный призёр чемпионата мира: 2017 и 2019
- Лучший левый полусредний чемпионата мира: 2017[9], 2019[10]
- Лучший левый полусредний чемпионата Европы: 2020
- Лучший бомбардир чемпионата Европы: 2020 (65 голов)
- MVP чемпионата Франции: 2019/20[11]

## Статистика
| 2017/18 | Пари Сен-Жермен | LNH Division 1 | 26 | 93 | 2 | 91 | Лига чемпионов ЕГФ | 18 | 69 | 0 | 69 |
| 2018/19 | Пари Сен-Жермен | LNH Division 1 | 24 | 74 | 0 | 74 | Лига чемпионов ЕГФ | 18 | 69 | 0 | 69 |
| 2019/20 | Пари Сен-Жермен | LNH Division 1 | 11 | 30 | 0 | 30 | Лига чемпионов ЕГФ | 10 | 39 | 0 | 39 |